# Teatro Carlos Gomes
El Teatro Carlos Gomes se localiza en la Plaza Tiradentes, en el centro de la ciudad de Río de Janeiro, en el estado de Río de Janeiro, en Brasil.
Es uno de los teatros más tradicionales del país.
Sus antiguas instalaciones fueron inauguradas en 1872, cuando se denominaba Theatre Franc-Brésiliene (Teatro Franco-Brasileño), más tarde denominado Teatro Santana y, finalmente, con su actual denominación. A lo largo de esa historia, esas instalaciones fueron devastadas por tres grandes incendios.
Actualmente, tiene capacidad para un público de 760 personas. 